# Lowlands Festival
Lowlands Festival, o simplemente Lowlands es un festival de música, que se celebra anualmente en los Países Bajos en agosto. 

## Actuaciones

### 1993
| 1993 |
| --- |
| Viernes, 27 de agosto de 1993 - Dodgy - Verve - Madder Rose - Dry Livers - Mighty Mighty Bosstones - Consolidated - Primus - The Smashing Pumpkins - The Goats Saturday, 28 August 1993 - The Juliana Hatfield Three - The Riff - Grant Lee Buffalo - Sister Double Happiness - Big Star - 22-Pistepirkko - Alice Donut - Kong - Revolutionary Dub Warriors - The Jesus Lizard - The Posies - The Breeders - Magnapop - Bad Brains - Urban Dance Squad - Quazar theatre: Trajekt Sunday, 29 August 1993 - Green Apple Quick Step - I Mother Earth - The Special Beat - Tool - Cosmic Psychos - Cords - Stone Temple Pilots - Rage Against the Machine - Iggy Pop theatre: Stalker |

### 2000
| 2000 |
| --- |
| - blink-182 - Coldplay - Deftones - De La Soul - Dreadlock Pussy - Green Lizard - Guano Apes - Heather Nova - HIM - K's Choice - Limp Bizkit - Motorpsycho - Osdorp Posse - Toploader - Underworld - Within Temptation - The Sins of Thy Beloved |

### 2001
| 2001 |
| --- |
| - Brainpower - Dropkick Murphys - Eels - Hooverphonic - Less Than Jake - Live - The Living End - Mogwai - Muse - Placebo - The Prodigy - Pulp - Reel Big Fish - System of a Down - Zero 7 - Metallica |

### 2002
| 2002 |
| --- |
| - Danko Jones - Dimmu Borgir - Dreadlock Pussy - Face Tomorrow - Filter - Flogging Molly - Hawksley Workman - Incubus - Korn - Laidback Luke - Millionaire - Ozark Henry - Röyksopp - Speedy J - Underworld - Within Temptation |

### 2003
| 2003 |
| --- |
| - Admiral Freebee - AFI - Eels - Foo Fighters - Goldfrapp - Guano Apes - Kaizers Orchestra - Lamb - Less Than Jake - Live - Nightwish - Rancid - Reel Big Fish - Spearhead - T. Raumschmiere |

### 2004
| 2004 |
| --- |
| - Bloodhound Gang - The Chemical Brothers - Danko Jones - The Darkness - Dropkick Murphys - Faithless - Flogging Molly - Franz Ferdinand - N.E.R.D - Textures - The Offspring - The White Stripes - Within Temptation |

### 2005
| 2005 |
| --- |
| - 2 Many DJs - Alkaline Trio - Ane Brun - Apocalyptica - Arcade Fire - Audio Bullys - Bad Religion - Buck 65 - Coheed and Cambria - Dropkick Murphys - Editors - Face Tomorrow - Foo Fighters - Franz Ferdinand - Heather Nova - Incubus - Jawat - Kaiser Chiefs - Korn - Kubus - LCD Soundsystem - Marilyn Manson - Miss Kittin - MxPx - Nick Cave and the Bad Seeds - Nightwish - Opgezwolle & Duvelduvel - Pete Philly and Perquisite - Pixies - The Polyphonic Spree - The Prodigy - Queens of the Stone Age - Röyksopp - Social Distortion - Soulwax - T. Raumschmiere - Typhoon - Viva Voce - Vive la Fête - Zuco 103 |

### 2006
| 2006 |
| --- |
| - ¡Forward, Russia! - A-Trak - Alexander Kowalski - Anouk - Arctic Monkeys - Belle & Sebastian - Black Sun Empire & Noisia - Bloc Party - Blue Grass Boogiemen - Bong-Ra - Broken Social Scene - Cantus Buranus by Corvus Corax - Charlie Dée - Chico Mann - CKY - Cobra Killer - Coolpolitics - Culcha Candela - Danko Jones - Eugene Hütz - DJ Marky - DJ Shadow - The Dead 60s - Elitechnique - Epica - Fink - Fun Lovin' Criminals - The Frames - Gogol Bordello - Guillemots - Hard-Fi - Hawthorne Heights - HIM - Hot Chip - Iggy & The Stooges - Infadels - Jawat - Joan as Police Woman - José González - Johan - Kiddo Gee - The Kooks - Larrikin Love - Lefties Soul Connection - Less Than Jake - Lotterboys - Lostprophets - Louie Austen - Luie Hond - Macaco - Massive Attack - Mastodon - Matisyahu - Mew - Michael Franti & Spearhead - Mike Relm - Ministry - Miss Djax - Muse - The Magic Numbers - Nizlopi - Noisettes - Ojos de Brujo - Opeth - The Opposites - Orson - Kelley Polar - Panic! at the Disco - Pannonia Allstars Ska Orchestra - Pendulum - Pennywise - Pete Philly and Perquisite and New Generation Big Band - Pierre Bastien - Placebo - Psapp - The Phantom Four - Postman - Rapid Razor Llov Bob - Razorlight - Scissor Sisters - Silent Disco - Snow Patrol - Spinvis - The Streets - The Subs - Tiefschwarz - Tiga - Urban Dance Squad - Joris Voorn - The Veils - Wir sind Helden - Wolfmother - Wudstik - Xavier Rudd - Yeah Yeah Yeahs - Zero 7 |

### 2007
| 2007 |
| --- |
| - 90's Now! - Air Traffic - Arcade Fire - Basement Jaxx - Battles - Biffy Clyro (replaced Klaxons) - Bob Hoskins Tribute Band - Brand New - Cansei de Ser Sexy - Chatham County Line - Chris Cornell - Chrome - CocoRosie - Compagnie With Balls - Coolpolitics - Damien Rice - Dave Clarke - Delain - Dinosaur Jr. - Dizzee Rascal - DJ Tommi - Eagles of Death Metal - Editors - Enter Shikari - Frank Los - Funeral for a Friend - George Traber - Goose - Groove Armada - Hawnay Troof - Hayseed Dixie - Heideroosjes - Interpol - Jack Nouws - Jack Peñate - James Holden - Jamie T - Jan-Jaap van der Wal - Jimmy Eat World - Just Jack - Justice - Kaiser Chiefs - Kasabian - Kate Nash - Kees van Hondt - Kings of Leon - Klaxons (cancelled, replaced by Biffy Clyro) - Kubus&BangBang - Lacuna Coil - Laurent Garnier - Lily Allen (cancelled, replaced by Tinariwen) - Little Cow - LCD Soundsystem - Loney, Dear - Marike Jager - M.I.A. - Mika - Motörhead - My Brightest Diamond - Nine Inch Nails - Noisia - Nosfell - Ojos de Brujo - Orishas - Patrick Wolf - Pickled Image - Pronghorn - Richie Hawtin - Rodrigo y Gabriela - Rotfront - Ruil-o-Rette - Saybia - Sonic Youth - Teatro de Pronto - The Answer - The Enemy - The Good, the Bad & the Queen - The Killers - The Rifles - The Shins - The Slampampers - The View - The Whitest Boy Alive - Tinariwen (replaced Lily Allen) - Tool - Trentemøller - Turbonegro - Uffie - Unkle - Welle: Erdball |

### 2008
| 2008 |
| --- |
| - Amy Macdonald - Ane Brun - Anouk - Anti-Flag - Asakusa Jinta - Beardyman - Black Kids - Black Mountain - Blood Red Shoes - Booka Shade - British Sea Power - Capibara - Claw Boys Claw - Crystal Castles - Extince - Danko Jones - De Jeugd van Tegenwoordig - Deus - Digitalism - Diplo - Does It Offend You, Yeah? - Dropkick Murphys - Editors - Elbow - Franz Ferdinand - Gem - Gogol Bordello - Hadouken! - Haydamaky - HIM - Hit Me TV - Holy Fuck - Hot Chip - Infadels - Iron & Wine - Jamie Lidell - Jeremy's - Junkie XL - Killswitch Engage - Kraak & Smaak - Los Campesinos! - MGMT - Modeselektor - N.E.R.D - Nightwish - Pendulum - Pete Philly and Perquisite - Plain White T's - The Presidents of the United States of America - Róisín Murphy - Santigold - Sigur Rós - Simian Mobile Disco - Sons and Daughters - Sven Väth - Textures - The Breeders - The Dresden Dolls - The Flaming Lips - The Fratellis - The Girls - The Hives - The Hoosiers - The Kooks - The National - The Pigeon Detectives - The Rascals - The Roots - The Sex Pistols - The Ting Tings - The Wombats - Thunderheist - Tom Baxter - Tricky - Triggerfinger - Underworld - Volbeat - Vive la Fête - We Are Scientists - Yeasayer |

### 2009
| 2009 |
| --- |
| - 0ne Trick Pony - 2 Many DJs - 2000 And One - A Brand - The Aggrolites - The Airborne Toxic Event - Arctic Monkeys - Babylon Circus - Basement Jaxx - Baskery - Beirut - Bertolf - Bloc Party - Bomba Estéreo - Bon Iver - Boys Noize - Bring Me The Horizon - Brokencyde - Calexico - Collie Buddz & The New Kingston Band - La Caravane Passe - Crookers - Delain - Destine - Dio & The Madd - Dixon - Dizzee Rascal - Drums of Death - Eagles of Death Metal - Elle Bandita - Enter Shikari - Faith No More - Fanfarlo - The Gaslamp Killer - Grace Jones - Grizzly Bear - Grupo Fantasma - Hank III and Assjack - Jiggy Djé - Junior Boys - Kaiser Chiefs - Kasabian - Klaxons - Lily Allen - The Living End - Mad Manoush - Martyn - Miss Montreal - Opeth - The Parlor Mob - Patrick Wolf - Paul Kalkbrenner - The Prodigy - Razorlight - Rusko - Ska-P - Sonata Arctica - Speedy J - De Staat - The Temper Trap - Them Crooked Vultures - Thursday - Tiga - Vitalic - White Lies - The Whitest Boy Alive - Wilco - Winne |

### 2010
| 2010 |
| --- |
| - 3OH!3 - 30 Seconds to Mars - Actress - Admiral Freebee - Aeroplane - Against Me! - Air - Airship - Alain Johannes - All Time Low - And So I Watch You from Afar - Andra Generationen - Anouk - A-Trak - Balthazar - Band of Horses - Band of Skulls - BASKERVILLE - Beach House - Black Sun Empire - Blaudzun - Blink-182 - Blood Red Shoes - Bloody Beetroots Death Crew 77 - Boom Boom du Terre - Broken Bells - Burning Spear - Caribou - Caspa & MC Rod Azlan - Chase & Status(live) - Cymbals Eat Guitars - Daily Bread - Dan Le Sac vs. Scroobius Pip - Darkstar - Dave Clarke - deadmau5 - Delphic - Diablo Swing Orchestra - Die Antwoord - DJ FS Green - Dorian Concept - Dr Lektroluv - Ed Rush - Fat Freddy's Drop - Figli Di Madre Ignota - Finntroll - Floating Points - Flying Lotus - Foals - Fool's Gold - Fresku - Frightened Rabbit - Gentleman & The Revolution - Ginger Ninja - Go Back To The Zoo - Gonjasufi - Gomes - Graffiti6 - Groove Armada - Hef & Önder (BangBros) - Holy Fuck - Hot Chip - Hudson Mohawke - I Am Kloot - I Blame Coco - Imelda May - Jack Parow - Jaga Jazzist - Jesca Hoop - Joker - Kalio Gayo - Katzenjammer - Kees van Hondt - Kélé - King Midas Sound - La Pegatina - Laura Marling - LCD Soundsystem - Len Faki - Local Natives - Magnetic Man - Major Lazer - MakeBelieve - Marcel Dettmann b2b Ben Klock - Marina and the Diamonds - Mark Lanegan - Martijn Koning - Martyn - Massive Attack - Miike Snow - Minus the Bear - Moss - Mount Kimbie - Mumford & Sons - My Favorite Scar - Netsky - NOFX - Noisia - Nosaj Thing - OK Go - Olene Kadar - Peggy Sue - Pendulum - Placebo - Queens of the Stone Age - Richie Hawtin presents Plastikman - Roska - Schlachthofbronx - Selah Sue - Shameboy - Shantel & Bucovina Club Orkestar - Shed(live) - Skream - Sleepy Sun - Snow Patrol - Staff Benda Bilili - Steffi - Subfocus & MC I.D. - Surfer Blood - Tame Impala - The DJ Producer - The Drums - The Gaslight Anthem - The Hundred in the Hands - The Kooks - The Low Anthem - The National - The Q4 - The Soft Pack - The Specials - The Ting Tings - The Upsessions - The xx - Tim Knol - Tinie Tempah - Triggerfinger - Two Door Cinema Club - Typhoon - Vieux Farka Touré - Villagers - Von Rosenthal De La Vegaz - Wallis Bird - WALLS - Yeasayer - You Me At Six |

### 2011
| 2011 |
| --- |
| - Agnes Obel - AKS - Âme - Amon Tobin - Anna Calvi - Antwerp Gipsy-Ska Orkestra - Aphex Twin - Apparat - Arctic Monkeys - Azari & III - Babylon Circus - Beady Eye - Beardyman - Bittereinder - Boef en de Gelogeerde Aap - Borgore - Budzillus - Cage The Elephant - Chase & Status - Cherri Bomb - Chromeo - Cinnaman - Cloud Control - Collabs - Crystal Castles - Crystal Fighters - CQMD - Customs - Deadbeat - De Jeugd van Tegenwoordig - Dem Slackers - De Staat - Destroyer - dEUS - DeWolff - Drop the Lime - Dry the River - Edward Sharpe and the Magnetic Zeros - Eefje de Visser - Elbow - Emalkay - Erland and The Carnival - Factory Floor - Fake Blood - Feed Me - Fitz and the Tantrums - Fleet Foxes - Flogging Molly - Frank Turner - Free the Robots - Freek Fabricius - Friendly Fires - Ghostpoet - Gomes - Graffiti6 - Grooverider - Handsome Poets - Interpol - Jackmaster - James Blake - Joan As Police Woman - Jungle By Night - Junip - Kakkmaddafakka - Karnivool - Kraantje Pappie - Kyle Hall - La Boutique Fantastique - Lady Aïda - Lamb - Le Butcherettes - Lennaert Maes - Little Dragon - Loefah - Makam - Mariachi El Bronx - Mark Ronson - Matthew Dear - Mayer Hawthorne & The Country - Miles Kane - Mona - Lykke Li - Noah and the Whale - Nymfo - Odd Future - Omar Souleyman - Other Lives - Paul Kalkbrenner - Rahaan - Residentie Orkest - Rise Against - ROD - Pearson Sound b2b Ben UFO - Sbtrkt - Seasick Steve - Seth Troxler - Skrillex - Skunk Anansie - Smith Westerns - Stephen Marley - Suuns - Swing Zazou - Tek-One - Tensnake - The Computers - The Inspector Cluzo - The Gaslamp Killer - The Kills - The Maine - The Naked And Famous - The Offspring - The Roots - The View - The Wombats - Timber Timbre - Tom Trago - Trentemøller - Trippple Nippples - Trolley Snatcha - Twin Shadow - Warpaint - White Denim - Will and the People - Within Temptation - Wolf Gang - Young The Giant - Zombie Nation - Zwart Licht |

### 2012
| 2012 |
| --- |
| - Alborosie & Shengen Clan + Ikaya - Âme - Ane Brun - Anstam - Bassnectar - Ben Howard - Benji B - Blaudzun - Bloc Party - Boy & Bear - C2C - Charles Bradley and his Extraoridinaires - Clark - Cloud Nothings - De Avonduren - Dixon - Django Django - DJ Rashad & DJ Spinn - Dope D.O.D. - Eagles of Death Metal - Ed Sheeran - Enter Shikari - Ewert & Two Dragons - Example - Feist - Flux Pavilion - Foo Fighters - Ghost - Heideroosjes - Henrik Schwarz - Holy Other - Hot Chip - Howler - James Vincent McMorrow - Jamie N Commons - Jamie xx - John Talabot - Joris Voorn - Kasabian - Kees van Hondt - Knife Party - Krema Kawa - La Pegatina - Les Ramoneurs de Menhirs - Letlive - Lianne La Havas - Marcel Dettmann & Ben Klock - Mark Lanegan Band - Miike Snow - Movits! - Me First and the Gimme Gimmes - Nicolas Jaar - Of Monsters and Men - Peaking Lights - Refused - Santigold - Skrillex - SMOD - Spinvis - The Antlers - The Black Keys - The Gaslight Anthem - The Kyteman Orchestra - The Maccabees - The Shins - The Walkmen - The Whitest Boy Alive - The xx - Todd Terje - Triggerfinger - Tune-Yards - Two Door Cinema Club - WhoMadeWho - Wilco - Willy Moon |